# FN TB I
Le FN TB I ou T32 est un modèle de trolleybus fabriqué par la Fabrique nationale d'Herstal (FN).

## Histoire
Le modèle est conçu en 1931 en collaboration entre la Fabrique Nationale d'Herstal (FN) et la société des Tramways unifiés de Liège et extensions (TULE). La partie électrique est fournie par la société des Constructions électriques de Belgique (CEB), la caisse est soudée au châssis formant un ensemble rigide selon une technique développée par la FN. Les TULE vont prendre livraison de 30 véhicules.

## Matériel préservé
| Illustration | Entité                                            | Numéro | Remarques |
| ------------ | ------------------------------------------------- | ------ | --------- |
|              | Musée des transports en commun de Wallonie (MTCW) | 432    |           |
|              | Musée de trolleybus de Sandtoft                   | 425    |           |